# 東芝ワイドワイドサンデー〜あなたとつくる365分〜
東芝ワイドワイドサンデー〜あなたとつくる365分〜は、朝日放送ラジオ（ABCラジオ）で、1969年11月9日から1972年9月24日に生放送していたワイド番組である。東芝一社提供。

## 概要
ABCヤングリクエスト・空からこんにちはの成功を受けて、日曜日の午後枠にまるごとワイド放送枠を設けてスタートさせた。当時民放ラジオ局では2時間ワイド枠が主流であった。TBSラジオからのネット受けで放送されていた東芝提供の「リラックス・オン・サンデー」を時間帯を移動の上で存続させるか、打ち切るかで悩んだが、番組開始前にABCラジオの営業・編成担当が東芝に番組の企画意図を伝えた。そして東芝が快くOKして番組開始にこぎつけた。
放送時間6時間5分で一社提供と言う民放ラジオ局史上、画期的な企画で業界からも評判を呼んだ。当時の東芝広報部長は「ライバル会社が嫌がりそうな番組をやりたかった」と手ごたえを感じていたと言う。
同じ時期にはニッポン放送でも同様の企画を取り入れた「東芝ワイドワイドサンデー」が放送されていた。
東芝撤退後も「ワイドワイドサンデー」は残り、大日本除虫菊（金鳥）協賛の「金鳥サンデースコープ180分」として放送された。また東芝はこの後土曜日の12：10-13：30にスポンサー協賛を移し「東芝サタデーワイド」を立ち上げる。

## 内容
FMカー、ヘリコプター、電話等の情報を取り、更には競馬中継、スタート前年度までは単独番組だったプロ野球日曜薄暮ゲーム中継や、リクエスト等のコーナーが目白押しだった。

## 出演者

### 朝日放送アナウンサー
- 乾浩明
- 道上洋三
- 辻豊人
- 黒田昭夫（番組内の競馬中継で実況を担当）

### その他
- 笑福亭鶴光
- 松尾千里
- 末広真季子（現在の「末広まきこ」）

## 主なコーナー
- 真昼の大捜査線
- ワイワイ三十石
- 歴史・考古学訪問
- 映画案内
- リクエストコーナー
- 中央競馬中継

他